# Ниман, Роман Вильгельмович
Роман Вильгельмович Ниман (1881—1951) — эстонский театральный художник.

## Биография
Родился 5 ноября 1881 года[по какому календарю?] в семье садовника Вильгельма Нимана. Окончил Ревельскую гимназию Николая I, а в 1900—1906 годах учился в Санкт-Петербурге в училище Штиглица по специальности театральный декоратор. С 1906 по 1909 год на училищную стипендию учился во Франции (Париж), Норвегии и Италии. В Норвегии он путешествовал он собирал материалы для оформления постановки «Пер Гюнт»; побывал в Лиллехаммере, Ломисе и Гудбрандсдале. Сохранилось несколько его рисунков уникальной норвежской деревянной архитектуры.
В 1909 году вернулся в Петербург; работал в Мариинском и Александринском театрах помощником А. Шервашида по росписи декораций и библиотекарем государственных театров при Дирекции императорских театров.
Также он работал учителем рисования и когда в 1913 году переехал в Таллин и начал работать в театре «Эстония» (до 1920 г.), он продолжил преподавать на курсах рисования и в общеобразовательных школах Эстонского художественного общества.
Участвовал в войне за независимость Эстонии.
С 1920 года возглавлял мастерскую декора Государственной индустриальной школы искусств. В 1921 году он оставил эту работу и по состоянию здоровья и переехал в Германию и Австрию для лечения, откуда отправился в Италию, а в 1923 году в Париж и Испанию. После возвращения продолжил преподавать в школе искусств (до 1940 г.).
С 1922 года он входил в Эстонское центральное объединение художников изобразительного искусства, а с 1925 по 1928 год был его председателем. С 1927 по 1928 год он был председателем Совета Культурного фонда изящных искусств. В 1939 году был награждён орденом Белой звезды 4-й степени.
Продолжая традиции русских театральных художников, он создавал живописные декорации. Оформил спектакли: «Гамлет» (1913), «Кромдейр старый» Ромена (1919), «Пелеас и Мелисанда» Метерлинка (1919), «Шут Тантрис» Харта (1926, Драматическая студия). Позднее работал в области станковой живописи.
Умер 23 апреля 1951 года в Таллине. Похоронен на Лесном кладбище.